# G. Harishankar
Govinda Rao Harishankar (* 10. Juni 1958 in Chennai; † 11. Februar 2002 in Chennai) war ein indischer Kanjiraspieler. Die Kanjira ist ein Tamburin, das in der Karnatischen Musik Südindiens verwendet wird. Harishankar ist der einzige Kanjiraspieler, der den Preis der Sangeet Natak Akademi, den höchsten indischen Kunstpreis für Bühnenkünstler erhalten hat.

## Leben und Werk
Harishankar erhielt seine erste musikalische Ausbildung von seinem Vater Govinda Rao. Mit sieben Jahren hatte er die ersten Auftritte mit der Kanjira. Später lernte er bei Palghat Mani Iyer und C. S. Murugabhupathi. Er arbeitete als festangestellter Musiker bei All India Radio in Chennai. Mit einer Reihe südindischer Musiker nahm er Schallplatten auf. Als Begleiter wie als Solist beeindruckte er durch sein kontrolliertes Spiel in rasender Geschwindigkeit. Er gilt heute als der größte Kanjiraspieler der klassischen indischen Musik. Nach mehreren Quellen litt er unter Albinismus; zwar ist er auf Fotos und Videos mit dunklem (wohl gefärbtem) Haar zu sehen, zeigt aber eine auffällig helle Haut und weiße Augenbrauen.